# Antonio Rea
Antonio Rea es un futbolista mexicano retirado que jugaba en la posición de delantero, generalmente actuando como interior izquierdo. Jugó para el Club Deportivo Guadalajara, Club Deportivo Tampico, Club Deportivo Zamora y Club Deportivo Nacional.
Surgió del equipo Audax de Guadalajara y jugó en otros equipos como el Club Trébol y el Sitio Santuario a nivel amateur. Se unió a la plantilla del Club Deportivo Guadalajara en la temporada 1947-48 y permaneció en el equipo hasta 1949, teniendo participación principalmente con el equipo de reservas. Debutó con el primer equipo el día 22 de febrero de 1948, en un partido contra el San Sebastián de León, donde logró anotar el segundo gol del Guadalajara, lo que ayudó al equipo a ganar el encuentro por marcador de 2 goles a 0.
En 1949 pasa a jugar con el Club Deportivo Tampico, llegando a estar en la cima de la tabla de goleadores durante algunas jornadas en su primera temporada con el equipo, pero después de una pelea con el argentino Carretero no volvió a alinear, por lo que al terminar la campaña buscó arreglarse con el San Sebastián de León, sin llegar a un acuerdo, por lo que regresó a jugar al Audax de Guadalajara.
Después de su paso por el fútbol amateur, regresó al fútbol profesional siendo parte de las plantillas de algunos equipos de Segunda División de México, en 1954 participó con el Club Deportivo Zamora y en 1956 pasa al Club Deportivo Nacional.